# Club de Deportes Naval de Talcahuano
El Club Deportivo y Social Naval de Talcahuano es un club de fútbol de Chile, con sede en la ciudad de Talcahuano, Región del Biobío. Fue refundado el 24 de agosto de 1972, con el nombre de «Club Deportivo Los Náuticos», aunque también se llamó «Club de Deportes Talcahuano», y desde el 2004 obtiene su actual nombre en honor al extinto club Deportes Naval de Talcahuano. Desde 2025 juega en la Tercera División A de Chile (cuarta categoría del fútbol chileno). 
El club ejerce de local en el Estadio El Morro, ubicado en la ciudad de Talcahuano, en el área del Gran Concepción y posee capacidad de 7152 espectadores.

## Historia
En 1991, tras la desafiliación de Deportes Naval del fútbol profesional, y ante la negativa de la Armada de Chile de poner la institución en manos de la comunidad, el municipio de Talcahuano designa al "Club Deportivo Los Náuticos" (fundado en 1972) como nuevo representante de la ciudad en las competiciones nacionales. "Los Náuticos" participaron bajo ese nombre en el torneo de Tercera División de ese año.
En 1992, modificó su nombre al de Club de Deportes Talcahuano, el cual compitió en Tercera hasta que en el torneo de 1999, se coronó campeón de la categoría, ascendiendo a Primera B. De esta forma, Talcahuano puso término a un largo transitar por el amateurismo, donde prolongar la historia del viejo Naval no fue tarea fácil.
En la Primera B, Deportes Talcahuano fue un permanente protagonista de la categoría. De hecho, en su primer año de profesionalismo rozó la hazaña de ascender a Primera División, no obstante, debió conformarse con un meritorio tercer lugar aquel campeonato 2000, mientras que en la Primera B 2001 finalizó en quinto lugar. Tras no lograr el objetivo de ascender nuevamente el siguiente año, emigraron del club pilares importantes, por lo cual el equipo pierde protagonismo y en la Primera B 2003, finalizó en la posición décimo tercero de 16 equipos. Erwin Concha, José Pastrana, Cristián Oviedo, Ricardo Bascuñán, Elías Quijada, Sandro Navarrete, Elton Troncoso, Luis Díaz, Sergio Zúñiga y Luis Sanhueza, fueron algunos de los jugadores destacados que vistieron la casaquilla chorera de Deportes Talcahuano durante ese período en la Primera B.

### Regreso de Naval
El 27 de marzo de 2004 cambió de nombre a Naval, reviviendo el nombre del extinto Deportes Naval de Talcahuano, club perteneciente a la Armada de Chile que había sido fundado el 21 de mayo de 1944 y que en febrero de 1991 se retiró del campeonato de Primera División. El nuevo Naval re-debutó como local en el Estadio El Morro el 13 de marzo de 2004 venciendo a Deportes Concepción por 2 goles a 1 con tantos de Francisco Michea y César Burgos. La temporada de Primera B 2004 mostró a un Naval protagonista de principio a fin, pero tal como había sucedido con Deportes Talcahuano en años anteriores, no se logró el ascenso y debió resignarse a quedar en la categoría.
El club auguró con realizar un gran campeonato el año siguiente tras vapulear en el debut a Fernández Vial por 4 goles a 0. Sin embargo, la crisis económica que vivió la institución a lo largo del año, derivó en que el Tribunal de Disciplina de la ANFP le descontara 3 puntos por sueldos impagos, 9 puntos por el no pago de finiquitos y 15 puntos por la no presentación del plantel profesional ante Magallanes en septiembre de ese año, esto último, en una decisión que tomaron los jugadores debido al incumplimiento de sus sueldos. A raíz de esto, Naval sufrió el descenso a la Tercera División, definiéndose su situación en el último partido el cual jugó de visita en Coronel contra el equipo de Lota Schwager, cayendo por 0-1. Como hito, el estadounidense Chase Hilgenbrinck se convirtió ese año en el primer extranjero en vestir la camiseta de Naval.

### Naval S. A.
El 17 de noviembre de 2006, en una asamblea de socios se da el puntapié inicial para transformar a Naval en una Sociedad Anónima Deportiva, planteándose el objetivo de llegar a la Primera División del fútbol chileno.
En 2008 y tras 3 años en Tercera, Naval logró el ascenso a la Primera B. Lo consiguió luego de una férrea competencia con Deportes Temuco, ya que ambos llegaron con igualdad de puntos a la última fecha del torneo. Un empate 1-1 ante Magallanes en el Estadio Santiago Bueras de Maipú, con gol de John Munizaga a los 89' le bastó para superar a los temuquenses, que cayeron ante Colchagua por 3-2 (curiosamente el gol del triunfo de Colchagua fue anotado en simultáneo al gol de Naval). Resultaron ser pilares fundamentales para conseguir el título, el arquero José Acevedo, Iván "Pichunga" Herrera, autor de un gol clave en la penúltima jornada ante Iberia, John Munizaga, quién convirtió los ocho penales que ejecutó en el torneo incluyendo el del título y el delantero Freddy Tapia, goleador del equipo con 15 tantos.
De regreso en Primera B, en las temporadas 2009 y 2010, con la base de jugadores que había logrado el título del 2008, el club se ubica en la medianía de la tabla, mientras que en el 2011, pese a lograr el segundo lugar de la tabla anual, el sistema de campeonato impidió a Naval ascender en forma directa a Primera División, debiendo jugar la liguilla de promoción frente a Santiago Wanderers, perdiendo 1-0 de local y empatando 2-2 de visita, situación que lo hizo seguir en la misma división para el año 2012. Aquel plantel dirigido por Víctor Merello tuvo como figuras destacadas al portero argentino Luis Aseff, al defensa Jorge Aquino, al lateral Boris Sandoval (que fue transferido a Huachipato a mitad de año), al volante Matías Grandis y al delantero seleccionado guatemalteco Minor López. En la Primera B 2012, Naval jugó su mejor partido del año venciendo 3-1 a Ñublense en Chillán y de paso, acabar con el invicto de 18 partidos sin perder que tenía el elenco rojo. El club alcanzó el tercer lugar en el Clausura de ese año, destacando el aporte de los hermanos Christian y Matías Leichner y el regreso al Estadio El Morro tras su primera etapa de reconstrucción después de ser azotado por el Terremoto y tsunami de 2010.
En la temporada 2013-14 y con Mario Lepe como DT, irrumpen en el primer equipo juveniles como Ulises Castagnoli, Luis Cabezas y Diego González lo que sumado a la experiencia de Jaime Barrientos y Mario Salgado entre otros, le permitió a Naval mantener la categoría. Sin embargo, el equipo Chorero fue denunciado por presentar irregularidades en el pago de las cotizaciones previsionales de los jugadores y debido a ello, la ANFP decidió castigar al club con el descenso a la Segunda División Profesional en mayo de 2014.
En Segunda División, Naval finalizó décimo en la temporada 2014-15 y quinto el 2015-16. Para el torneo de Segunda División 2016-17, el club mantuvo a importantes jugadores de años anteriores como son José Tiznado, Jeriberth Carrasco, Gustavo Merino, Fabián Alarcón y Matías Sanhueza, además de "repatriar" a Mario Salgado, quien regresó al puerto tras un año fuera de la institución. En noviembre de 2015, después de actuar como local en diferentes estadios de la zona, el club regresa al Estadio El Morro luego de finalizada la última etapa de remodelación del recinto. En el partido ante Deportes Melipilla (1-1), Naval re-debutó en el remozado reducto de Talcahuano.

### Sanción de la ANFP y rechazo de postulaciones a Tercera A y B
En el Torneo de Transición de Segunda División Profesional 2017, el equipo finalizó en 2.º lugar en la tabla de posiciones. Sin embargo, por deudas salariales y previsionales con sus jugadores, la ANFP sancionó a Naval con el descenso a Tercera División A para la temporada siguiente. Pero para empeorar las cosas, la ANFA prohibió la eventual postulación del club chorero a esa categoría, con el argumento de tener deudas con la asociación profesional.
Debido a ello,  el club pasó por un proceso de reestructuración interna, lo que les mantuvo en condiciones para postular a Tercera División B. Sin embargo, su postulación a la categoría para la temporada 2019 fue rechazada por ANFA con el mismo argumento que en el año anterior, dejando al club sin ningún torneo por un año más.
Mientras que por otro lado la Corporación en tribunales y la hinchada del club, en manifestaciones sociales, pedían que el equipo entrase en Tercera División antes de que fuera demasiado tarde, la Sociedad Anónima peleó la opción de volver a la categoría en que estaba, Segunda División Profesional, a través de su S.A., esto a raíz de un fallo en un Tribunal de Justicia que dio por resolución la medida cautelar de no desafiliar al club, dando la opción de que Naval de Talcahuano regrese al fútbol profesional, tras ser bajado de categoría de forma irregular por la ANFP, además de buscar apercibir por desacato al presidente de la asociación Sebastián Moreno, por el incumplimiento de la orden.

### Retorno a la Segunda División Profesional, pero en calidad de invitado
El 4 de junio de 2019, el equipo fue reintegrado a la ANFP para jugar ese mismo año en la Segunda División Profesional, que ya llevaba disputada la Primera Rueda, aunque en calidad de invitado, es decir, jugando cada fecha contra los equipos que quedaban libres sin sumar puntos para la competencia, todo esto mientras continuaban los procesos judiciales, luego de un acuerdo entre la dirigencia del club, la ANFP y el Sifup, que incluía además el término del paro de futbolistas profesionales, que el Sifup planteó la semana anterior en apoyo al club sureño. Su primer partido fue contra Fernández Vial y terminó empatado uno a uno. Finalmente, este fue el único partido que Naval jugó como equipo invitado de Segunda División, y ya que la resolución con el ente rector del fútbol profesional chileno no aseguraba el ingreso a la categoría en la siguiente temporada, sumado a que siguen pendientes los juicios entre ambas partes. Desde entonces el club no ha podido lograr avances para regresar a las competencias oficiales.

### Aceptado en la Tercera División B
En enero de 2022, la ANFA aceptó al club del ancla, para participar en la Tercera División B 2022 (quinta categoría del fútbol chileno), lo que significó el regreso de Naval a las competencias oficiales del fútbol chileno, luego de muchos años de receso.
Durante su primera temporada en la categoría, en la fase regular, tuvo una destacada participación clasificando como segundo del grupo sur al hexagonal final de ascenso.
A falta de una fecha del final del campeonato, Naval es sancionado debido a incidentes al exterior del estadio previo al duelo con Santiago City en Talcahuano, siendo el único equipo del hexagonal final en no ascender a Tercera División A 2023, terminando de forma prematura su participación en el hexagonal final quedando en cuarta posición con un partido menos.
Cabe destacar que durante la temporada el equipo de Talcahuano terminaría invicto de local y aceptado para participar Tercera División B 2023
Para la temporada 2023, fue el equipo que más puntos obtuvo en la zona sur en partidos disputados en cancha (Lota Schwager obtendría más puntos por no presentación de rivales), clasificando al octagonal final, en el cual ocuparía el cuarto lugar no alcanzando cupo de ascenso reservado para los dos primeros obligandolo a participar en el torneo de Tercera División B 2024.

### Ascenso a Tercera División A
Con el nuevo ascenso por secretaría, Naval de Talcahuano vuelve a la Tercera A para la temporada 2025, luego de la exclusión de Deportes Valdivia debido a problemas financieros. Aunque Naval había perdido la final de la Liguilla de Ascenso frente a Malleco Unido en 2024, esta nueva oportunidad se presenta debido a la complicación económica del equipo valdiviano, lo que le permitió a Naval obtener el ascenso.

## Uniforme
- Uniforme titular: Camiseta blanca, pantalón azul, medias blancas.
- Uniforme alternativo: Camiseta azul, pantalón blanco, medias azules.

| Primer | ver evolución | Actual |

## Estadio
Naval ejerce su localía en el Estadio El Morro Ramón Unzaga Asla, que tras la última etapa de remodelación el año 2015 tiene una capacidad actual de 7142 espectadores. Si bien sus orígenes se remontan a 1900, cuando era un campo de fútbol al costado del cerro “El Morro” al cual debe su nombre, el estadio se construyó en 1949. En 1962 se inauguró la superficie de pasto para su cancha central, además de una malla perimetral, nuevas tribunas y graderías en el cerro, todo esto con motivo de la Copa Mundial de Fútbol de 1962.
El estadio fue azotado por el Tsunami de 2010, debiendo Naval trasladarse al Estadio Huachipato-CAP Acero hasta mediados del 2012, año que se retornó al histórico campo deportivo que fue recuperado en forma parcial con la construcción de una cancha sintética y el cierre perimetral del recinto. La última etapa de remodelación se llevó a cabo entre 2014 y 2015 y consistió en la construcción de nuevas aposentadurías y la instalación de cuatro torres de iluminación. A la espera de la entrega del recinto, Naval debió actuar como local durante ese período en Hualpén, Tomé y Coronel. Finalmente el 7 de noviembre del 2015 y ante Deportes Melipilla, Naval hizo su reestreno definitivo en el remozado estadio.

## Datos del club
- Temporadas en 1ª B: 11 (2000-2005; 2009-2013/14).

- Temporadas en 2ª: 4 (2014-2017).

- Temporadas en 3ª A: 13 (1991-1999; 2006-2008; 2025).

- Temporadas en 3ª B: 3 (2022-2024).

- Temporadas en Octagonal del Bío-Bío: 3 (2022-).
- Mayor goleada conseguida:
  - En Primera B: 5-0 a O'Higgins en 2002 y Ñublense en 2012
  - En Segunda División: 6-1 a Municipal Mejillones en 2015
  - En Tercera División: 8-1 a Juventud 2000 en 1998
  - En Tercera División B: 7-0 a Santa Juana en 2022
- Mayor goleada recibida:
  - En Primera B: 5-0 de Coquimbo Unido en 2012
  - En Segunda División: 6-0 de Barnechea en 2017
  - En Tercera División: 8-0 de Universidad de Concepción en 1994
  - En Tercera División B: 5-0 de Santiago City en 2022
- Mayor racha de partidos sin perder: 15 (Tercera División 1998)
- Mayor número de victorias consecutivas: 7 (Primera B 2003)
- Mayor número de partidos invicto como local: 26 partidos sin perder entre el 19 de mayo de 2017 (derrota ante Barnechea 0-6) y el 20 de mayo de 2023 (derrota ante  Hualqui 1-2)
- Mayor número de partidos consecutivos disputados por un jugador: Luis Aseff : 110 partidos consecutivos en Primera B entre el 14/05/2011 y 29/03/2014
- Goleador histórico:Elton Troncoso: 69 goles (46 goles en Primera B y 23 goles en Tercera División)
- Distinciones individuales: Mejor Jugador de Primera B 2002: Elton Troncoso

## Entrenadores

### Cronología
- Eduardo de la Barra (1991)
- Juan Ramón Bernales (1991)
- Álex Veloso (1991)
- Eduardo Apablaza (1992)
- Eduardo de la Barra (1993)
- Víctor Manuel González (1994)
- Humberto López (1995)
- Jaime Nova (1996-1997)
- Luis Marcoleta (1997-1999)
- Víctor Manuel González (2000-2001)
- Jorge Rodríguez (2002)
- Nelson Cossio (2003-2004)
- Christian Muñoz (2005)
- José Daniel Ponce (2005-2006)
- Juan Martínez (2006-2007)
- Leonardo Vinés (2007)
- Jaime Nova (2008)
- Marcelo Miranda (2008-2009)
- Juan Carlos Almada (2010)
- Nelson Cossio (2010)
- Víctor Merello (2010-2012)
- Marcelo Miranda (2012-2013)
- Mario Lepe (2013-2014)
- Erwin Durán (2014)
- Iván Endre (2014)
- Felipe Cornejo (2014-2016)
- Óscar Correa (2016-2017)
- Patricio Almendra (2017)
- Andy Lacroix (2018)
- Patricio Almendra (2019)
- Rodrigo Rain (2019)
- Andy Lacroix (2021-2022)
- Jean Soto (2022)
- Alejandro Pérez (2022-)

## Presidentes del club

### Cronología
- 1991: Marcelo Muñoz
- 1991: Antonio Ananías
- 1992-1993: Orlando Bermúdez
- 1994-1995: Eduardo Muñoz
- 1996-1997: Mario Henríquez
- 1997-1999: Sergio González
- 2000-2002: Rodolfo Silva
- 2003-2005: Gilberto Araya
- 2005-2014: Fernando Rojas
- 2014-2015: Marcelo Rivera
- 2015-2017: Fernando Rojas
- 2018-2019: Cristian Ferrada
- 2020-2024: Edógimo Venegas
- 2024-Actualidad: Luis González

## Palmarés

### Torneos locales
- Asociación Talcahuano (1): 1987.[25]

### Torneos regionales
- Copa de Campeones (1): 1987.[26]
- Octogonal Regional del Bio-Bio (2): 2023, 2024
- Subcampeón de Octogonal Regional del Bio-Bio (1): 2025

### Torneos nacionales
- Tercera División A de Chile (2): 1999,[nota 1] 2008
- Subcampeón de Segunda División Profesional de Chile (1): Transición 2017
- Subcampeón de Campeonato de Primera B (1): Clausura 2011.